# 兵庫県立武庫荘高等学校
兵庫県立武庫荘高等学校（ひょうごけんりつ むこのそうこうとうがっこう）は、かつて兵庫県尼崎市西昆陽にあった県立の高等学校である。
校舎をはじめ、敷地の9割以上が伊丹市池尻に存在するが、校門は尼崎市西昆陽に存在しているため、所在地は尼崎市となっていた。

## 沿革
- 1976年（昭和51年）4月8日 - 尼崎市武庫之荘の尼崎市立武庫東中学校内に仮設校舎で開校。
- 1977年（昭和52年）2月15日 - 本校舎竣工に伴い、尼崎市西昆陽に移転。
- 2005年（平成17年）3月31日 - 兵庫県立武庫工業高等学校とともに兵庫県立武庫荘総合高等学校に統合され、閉校。

閉校後の2006年（平成18年）12月 - 2008年（平成20年）12月には、兵庫県立尼崎北高等学校の改築工事に伴い、尼崎北高等学校西昆陽校舎として活用された。更に、2012年（平成24年）からは、兵庫県立阪神昆陽高等学校の校舎として活用されている。

## 設置学科
- 全日制課程
  - 普通科

## 主な出身者
- 濵田幸一（アースインフィニティ創業者・社長）
- 佐藤文彦（元プロ野球選手）
- 清田文章  (元プロ野球選手)
- 阿南健治（俳優）
- 尼神インター 渚（お笑いタレント）